# Friedelinde Petershofen
Friedelinde Petershofen (* 19. August 1995 in Oldenburg, Niedersachsen) ist eine deutsche Leichtathletin, die sich auf den Stabhochsprung spezialisiert hat. Sie bestreitet u. a. auch 60-Meter-Läufe und Mehrkampfdisziplinen.

## Berufsweg
2013 machte Petershofen Abitur am Herbartgymnasium Oldenburg und begann ein Freiwilliges Soziales Jahr im Hochschulsport der Universität Oldenburg. 2014 wechselte sie zum SC Potsdam und begann an der Universität Potsdam Sport und Biologie für das Lehramt in der Sekundarstufe II zu studieren.

## Sportliche Karriere
Als Kind turnte Petershofen sehr erfolgreich, bis sie schließlich für den Barren zu groß wurde. Sie betätigte sich danach erfolgreich parallel beim Kunstturnen und in der Leichtathletik. 2008 sprang sie erstmals über 3,00 m. Im gleichen Jahr wurde „Fredi“ Deutsche Meisterin im turnerischen Deutschen-Sechskampf W12-13 des DTB und 2009 Deutsche Meisterin im leichtathletischen Blockwettkampf Wurf des DLV.
Trotz anfänglicher Erfolge fand Petershofen zunächst nicht den größten Gefallen am Stabhochsprung, blieb aber bei der Leichtathletik und konzentrierte sich mit 17 Jahren wieder auf den Stabhochsprung. Sie gewann mehrere Titel bei Landes- und Norddeutschen Meisterschaften für den DSC Oldenburg.
Mit Beginn des Wintersemesters 2014/2015 verließ sie Oldenburg studienbedingt und startete fortan für den SC Potsdam. Hatte sie vorher das Training, insbesondere in den Wintermonaten, für ein bis zwei Wochen ausgesetzt, war der Sport am Olympiastützpunkt Potsdam nun keine Nebensache mehr. Anfang 2015 machte sie ihren ersten 4-Meter-Sprung und kam bei den Deutschen Hallenmeisterschaften auf den 8. Platz.
2016 wurde Petershofen Deutsche U23-Meisterin im Stabhochsprung und belegte bei den Deutschen Meisterschaften den 8. Platz.
2017 wurde sie erneut Deutsche U23-Meisterin. Bei den Deutschen Meisterschaften kam Petershofen mit persönliche Bestleistung von 4,55 m auf den 3. Platz und hatte mit dieser Höhe auch die Norm für die Weltmeisterschaften in London erfüllt, wo sie sich mit einer Höhe von 4,20 m und dem 20. Platz nicht für das Finale qualifizieren konnte.
Mitte Januar 2018 verbesserte Petershofen beim Stabhochsprung-Meeting in Potsdam ihre persönliche Hallenbestleistung auf 4,51 m. Einen Monat später errang sie bei den Deutschen Hallenmeisterschaften in Dortmund mit einer übersprungenen Höhe von 4,41 m den 3. Platz. In der Sommersaison war Petershofen durch langwierige Rückenprobleme nach einer ungünstigen Landung im Training beeinträchtigt. Im März war sie beim Turntraining nach einem Doppelsalto rückwärts auf dem Bauch gelandet, und die Folgen beeinträchtigten die Sommersaison.
2019 musste Petershofen wegen anhaltender Rückenprobleme auf Grund der unglücklichen Landung beim Doppelsalto die Hallensaison aussetzen.
Petershofen wurde 2008 Mitglied im E-Kader Weser-Ems des Niedersächsischen Leichtathletikverbandes (NLV), Mitglied im Landeskader Stabhochsprung 2012/2013 und Mitglied im Bundeskader Stabhochsprung 2013/2014. 2016 wurde sie in den B-Kader aufgenommen und ist nach der Leistungssportreform 2017/18 Perspektivkader des Deutschen Leichtathletik-Verbandes (DLV).
2025 wurde sie erstmals deutsche Meisterin.

## Vereinszugehörigkeiten
Friedelinde Petershofen startet  für den SV Werder Bremen, zuvor war sie bis 2024 beim SC Potsdam. Ihre vorherigen Stationen waren der DSC Oldenburg und davor der OTB Oldenburg.

## Ehrungen
- 2013 zur Oldenburger Nachwuchssportlerin des Jahres im Bereich Leichtathletik gewählt.[9]

## Bestleistungen
Leistungsentwicklung
| Jahr | Halle   | Freiluft |
| ---- | ------- | -------- |
| 2008 |         | 03,12 m  |
| 2009 |         | 02,70 m  |
| 2010 |         | 0–       |
| 2011 |         | 03,20 m  |
| 2012 | 03,10 m | 03,65 m  |
| 2013 | 03,90 m | 03,81 m  |
| 2014 | 03,90 m | 03,92 m  |
| 2015 | 04,15 m | 04,15 m  |
| 2016 | 04,33 m | 04,30 m  |
| 2017 | 04,01 m | 04,55 m  |
| 2018 | 04,51 m | 04,35 m  |
| 2019 | 0–      | 0–       |
| 2020 | 0–      |          |

Bestleistungen
- Halle: 4,51 m (Potsdam, Stabhochsprung-Meeting, 19. Januar 2018)
- Freiluft: 4,55 m (Erfurt, Deutsche Meisterschaften, 8. Juli 2017)

## Erfolge
national
- 2008: Deutsche Meisterin Deutscher Sechskampf W12-13
- 2008: Niedersächsische W14-Schülermeisterin
- 2009: Deutsche Meisterin Blockmehrkampf-Wurf
- 2012: Niedersächsische U20-Jugendmeisterin
- 2013: 5. Platz Deutsche U20-Meisterschaften
- 2013: Norddeutsche U20-Meisterin
- 2013: 3. Platz Deutsche U20-Hallenmeisterschaften
- 2014: 3. Platz Deutsche U20-Hallenmeisterschaften
- 2014: Norddeutsche U20-Meisterin (Halle und Freiluft)
- 2015: 4. Platz Norddeutsche Hallenmeisterschaften
- 2015: 8. Platz Deutsche Hallenmeisterschaften
- 2015: 3. Platz Deutsche U23-Meisterschaften
- 2015: 3. Platz Norddeutsche Meisterschaften
- 2016: 4. Platz Norddeutsche Hallenmeisterschaften
- 2016: 8. Platz Deutsche Meisterschaften
- 2016: Deutsche U23-Meisterin
- 2017: 3. Platz Deutsche Meisterschaften
- 2017: Deutsche U23-Meisterin
- 2018: 3. Platz Deutsche Hallenmeisterschaften

international
- 2017: 20. Platz Weltmeisterschaften
- 2017: 7. Platz U23-Europameisterschaften
- 2025: Deutsche Meisterin